# Lamaceratops
Genre
Espèce
Lamaceratops est un genre éteint hypothétique de dinosaures cératopsiens du Crétacé supérieur retrouvé en Mongolie.
L'espèce type et seule espèce Lamaceratops tereschenkoi, a été nommée et décrite par V. R. Alifanov en 2003.

## Datation
Les restes fossiles de Lamaceratops ont été retrouvés à Khulsan, dans la vallée de Nemegt en Mongolie. Ils ont été extraits de sédiments de la formation de Barun Goyot datée de la fin du Crétacé supérieur, du Maastrichtien basal, soit il y a environ entre 72 et 71 Ma (millions d'années).

## Classification
Lamaceratops est classé chez les Bagaceratopidae. Le genre est cependant classé en nomen dubium (les « noms douteux »). Les fossiles pourraient effectivement appartenir au genre Bagaceratops, bien que les deux genres ont été retrouvés à des endroits différents.